# Peter Leibing
Peter Leibing (ur. 1941 w Hamburgu, zm. 2 listopada 2008 w Oerel) – niemiecki fotograf, autor słynnego zdjęcia z 1961 roku przedstawiającego wschodnioniemieckiego żołnierza Conrada Schumanna przeskakującego przez granicę do Berlina Zachodniego dwa dni po ustanowieniu Muru Berlińskiego.
15 sierpnia 1961 Leibing był początkującym fotoreporterem pracującym dla agencji fotograficznej Contiepress z Hamburga. Leibing przyjechał do miasta niecałą dobę wcześniej i dostał poufną informację od policjanta, że jeden ze wschodnioniemieckich strażników zdaje się wahać i może próbować ucieczki przez właśnie ustanowiony mur będący wtedy niską zaporą z drutu kolczastego. Leibing godzinę przyglądał się strażnikowi obserwując jego rozterkę i już wtedy był pewny, że tamten zaryzykuje ucieczkę. Gdy tłum gromadzący się po zachodniej stronie zaczął zachęcać żołnierza okrzykami Komm rüber! (Przechodź!), ten w końcu się zdecydował i skoczył. Leibing zdążył wykonać jedno zdjęcie swoim nieautomatycznym aparatem fotograficznym marki Exakta. Jak wspominał, w tym momencie przydało się doświadczenie zdobyte przy fotografowaniu konkursów skoków konnych w Hamburgu. Fotografia pojawiła się na okładce Bilda i następnie obiegła świat, stając się jedną z najbardziej rozpoznawalnych ikon zimnej wojny. Zdobyła nagrodę Overseas Press Club za najlepszą fotografię do gazety dziennej 1961 roku. Peter Leibing tego dnia wykonał jeszcze kilka fotografii Conrada Schumanna, między innymi gdy ten, już bez broni i w rozpiętym mundurze wychodził z samochodu policyjnego, którym zabrano go po ucieczce.